# Epidendrum urichianum
Epidendrum urichianum là một loài thực vật có hoa trong họ Lan. Loài này được Carnevali, Foldats & I.Ramírez mô tả khoa học đầu tiên năm 1992.